# Đa lá cồng
Đa lá cồng hay còn gọi sung mù u (danh pháp khoa học: Ficus subcordata) là một loài thực vật có hoa trong họ Moraceae. Loài này được Blume mô tả khoa học đầu tiên năm 1825.